# (7601) 1994 US1
A (7601) 1994 US1 a Naprendszer kisbolygóövében található aszteroida. Ueda Szeidzsi és Hiroshi Kaneda fedezte fel 1994. október 25-én.